# 貞明皇后
貞明皇后（日语：／ Teimei Kōgō；1884年6月25日—1951年5月17日），是日本大正天皇的皇后，也是昭和天皇的生母。貞明皇后的婚前戶籍名為九條節子（日语：〔〕／ Kujō Sadako），是舊攝家、公爵九條道孝的四女，母為野間幾子。姊九條籌子是西本願寺門主大谷光瑞之妻，同母弟九條良致之妻是有名的歌人九條武子（本姓大谷）。她也是迄今最後一位藤原氏出身的皇后。

## 生平
- 明治十七年（1884年）6月25日 – 於東京九條殿誕生。
- 1900年2月11日 – 與年長她五歲的皇太子嘉仁親王訂婚。
- 1900年5月10日 – 在皇宮神前舉行婚禮，同時建築做為結婚新居的赤坂離宮。
- 1901年4月29日 - 迪宮裕仁親王（後來的昭和天皇）誕生
- 1902年6月25日 - 淳宮雍仁親王（後來的秩父宮雍仁親王）誕生
- 1905年1月3日 - 光宮宣仁親王（後來的高松宮宣仁親王）誕生
- 1912年7月30日 - 成為皇后
- 1915年12月2日 - 澄宮崇仁親王（後來的三笠宮崇仁親王）誕生
- 1926年 - 大正天皇駕崩，隨昭和天皇即位而成為皇太后
- 1941年8月 - 此時，受北條常子（子爵北條雋八之女，常在寺信徒）的影響而信仰加入日蓮正宗，並對本尊 (日蓮正宗)有所奉獻。往後一直到她過世的十年內，不斷的為供養大正天皇的亡魂而修行與念經。
- 1951年（昭和二十六年）5月17日 - 崩逝，享壽66歲
- 1951年6月8日 - 追號為貞明皇后，陵寢在東京都八王子市長房町多摩東陵，也是歷代皇后首次葬在關東者。她可謂是昭憲皇太后的後繼者，不但鼓勵養蠶與絹絲工業，同時也對救治癩病、麻瘋病的事業相當熱心。

她與大正天皇之間感情很好，打破一般慣例，親自在丈夫身邊照料。在歷代皇后裡能生下四個皇子，也是很稀有的例子。據皇后所生秩父宮的證實，大正天皇過世後，貞明皇后每天的生活都一樣，在午前有絕大部份的時間是在放置天皇遺照的房間裡渡過，好像服侍還活著的人一樣。她的追號「貞明」，出於易經裡「日月之道，貞明者也」之句。